# Křižany
Křižany (précédemment : Suchá ; en allemand : Kriesdorf ) est une commune du district et de la région de Liberec, en Tchéquie. Sa population s'élevait à 854 habitants en 2021.

## Géographie
Křižany se trouve à 5 km au sud-ouest de Kryštofovo Údolí, à 12 km à l'ouest-sud-ouest de Liberec et à 81 km au nord-est de Prague.
La commune est limitée par Janovice v Podještědí et Zdislava au nord, par Kryštofovo Údolí et Světlá pod Ještědem à l'est, par Osečná et Hamr na Jezeře au sud, et par Dubnice à l'ouest.

## Histoire
La première mention écrite du village date de 1352.

## Administration
La commune se compose de deux quartiers :
- Křižany
- Žibřidice

## Galerie

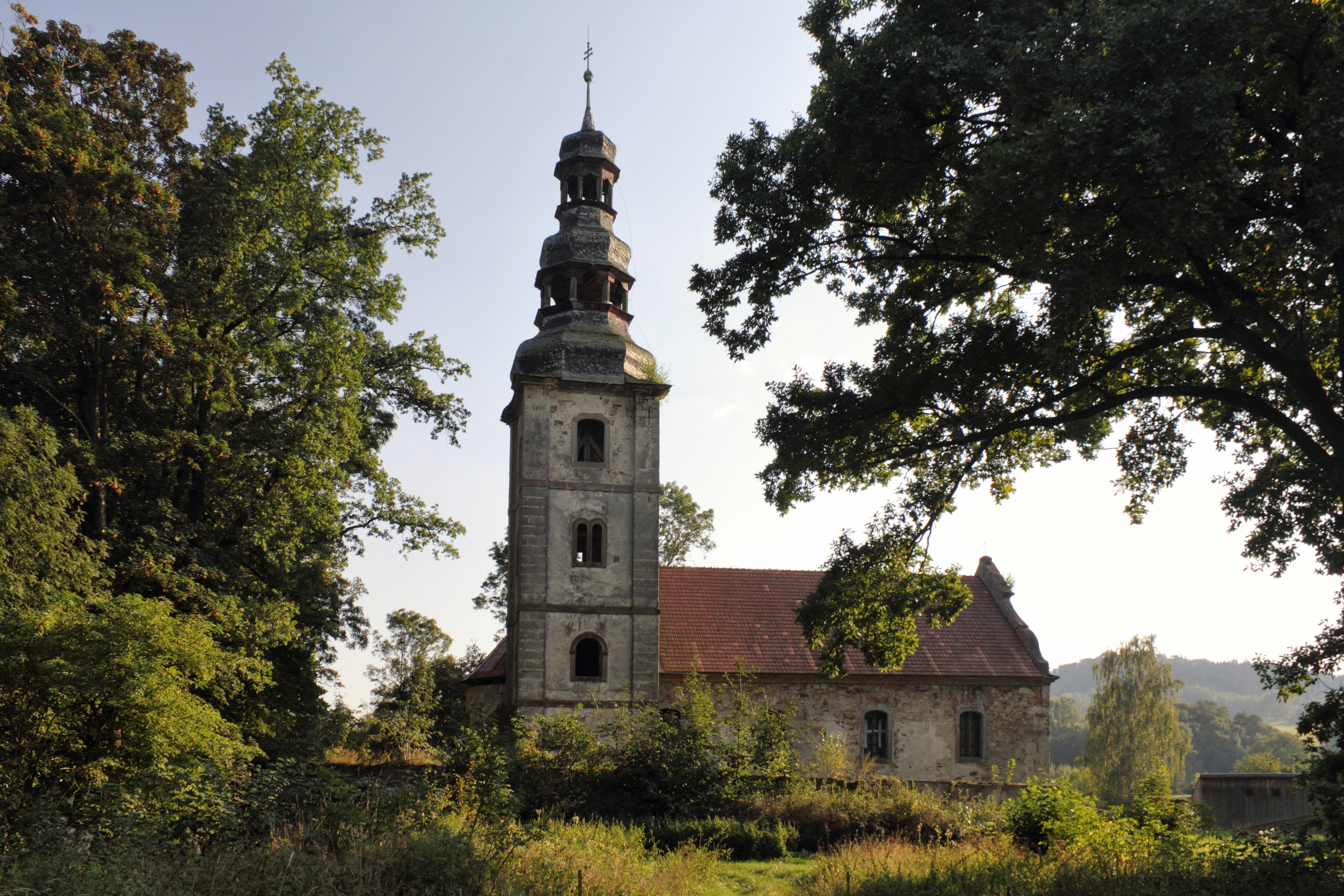
Žibřidice : église Saints-Simon-et-Jude.
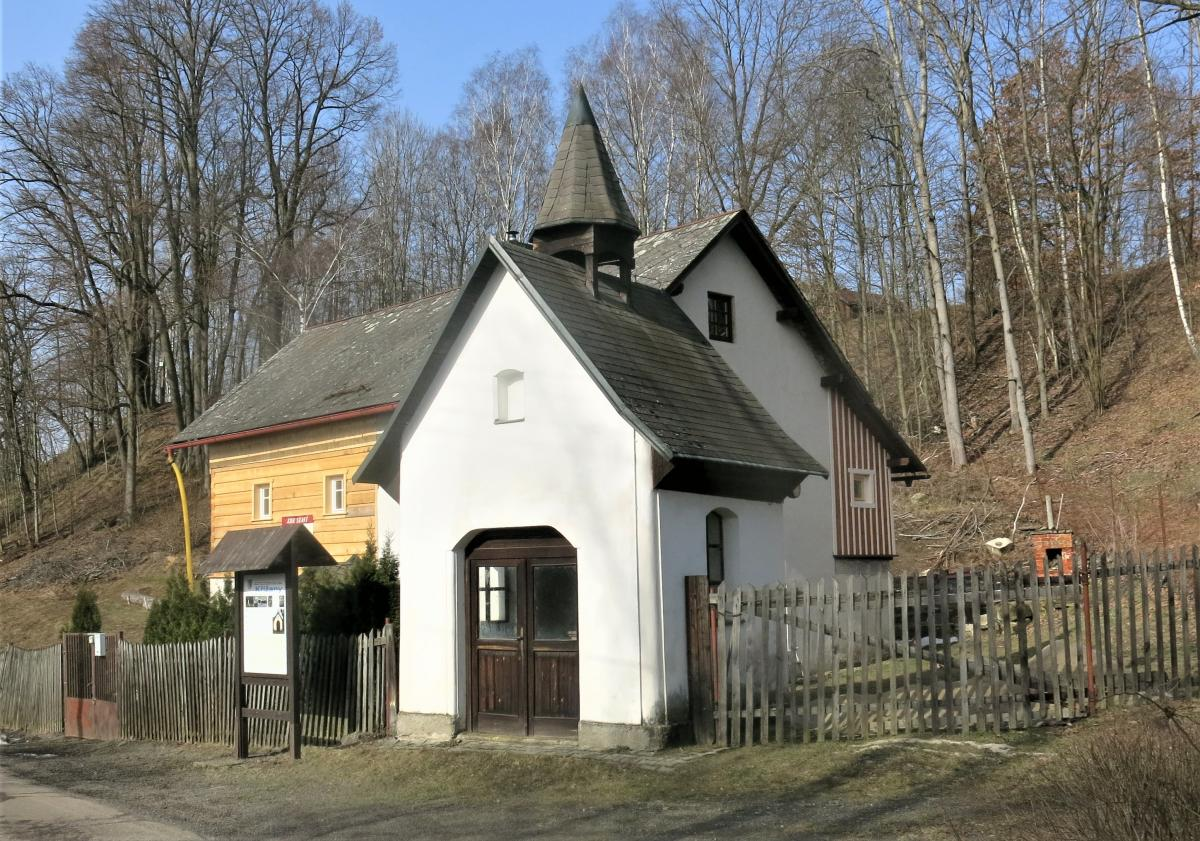
Chapelle Notre-Dame des Douleurs.

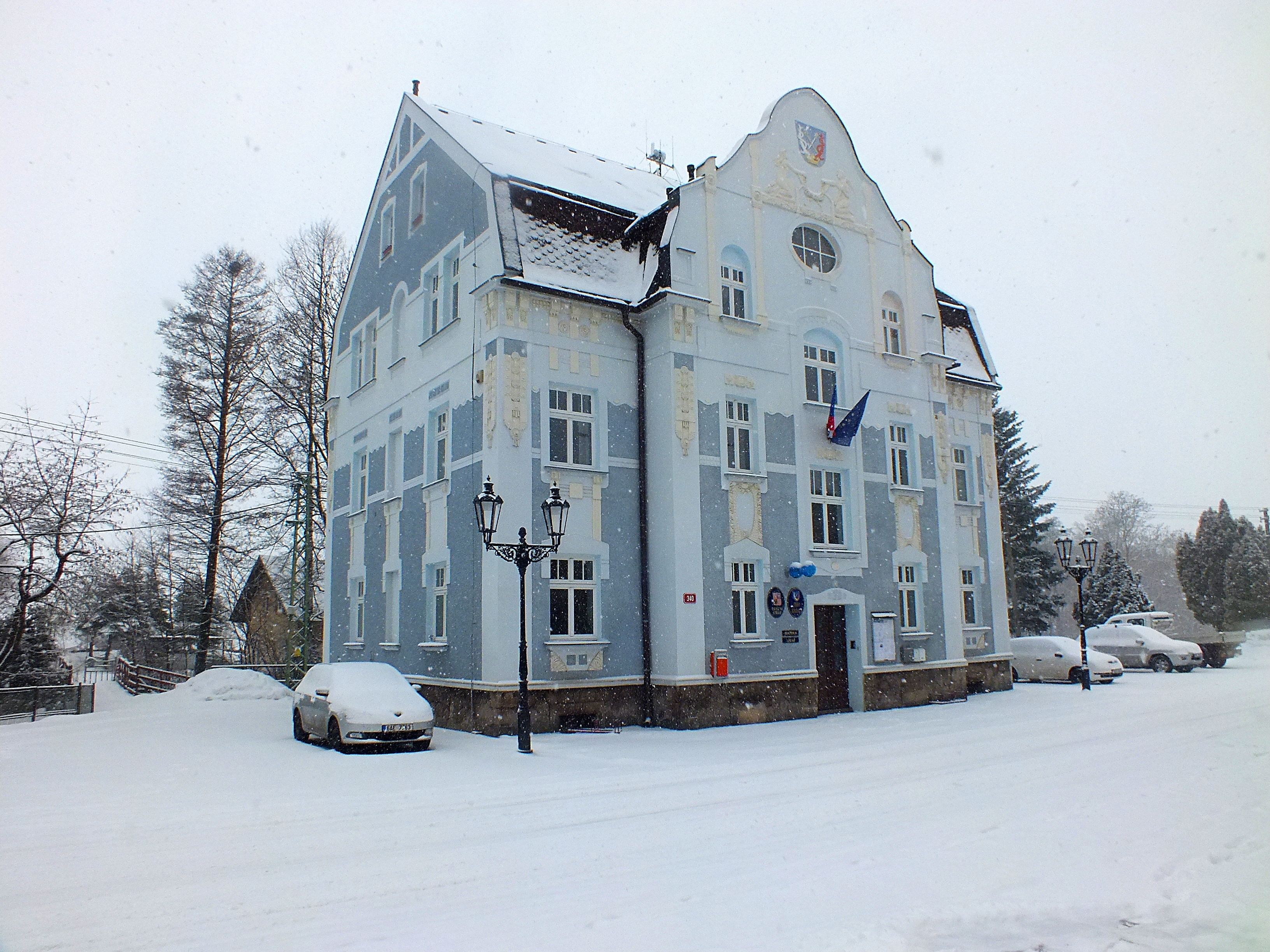
Žibřidice : la mairie.
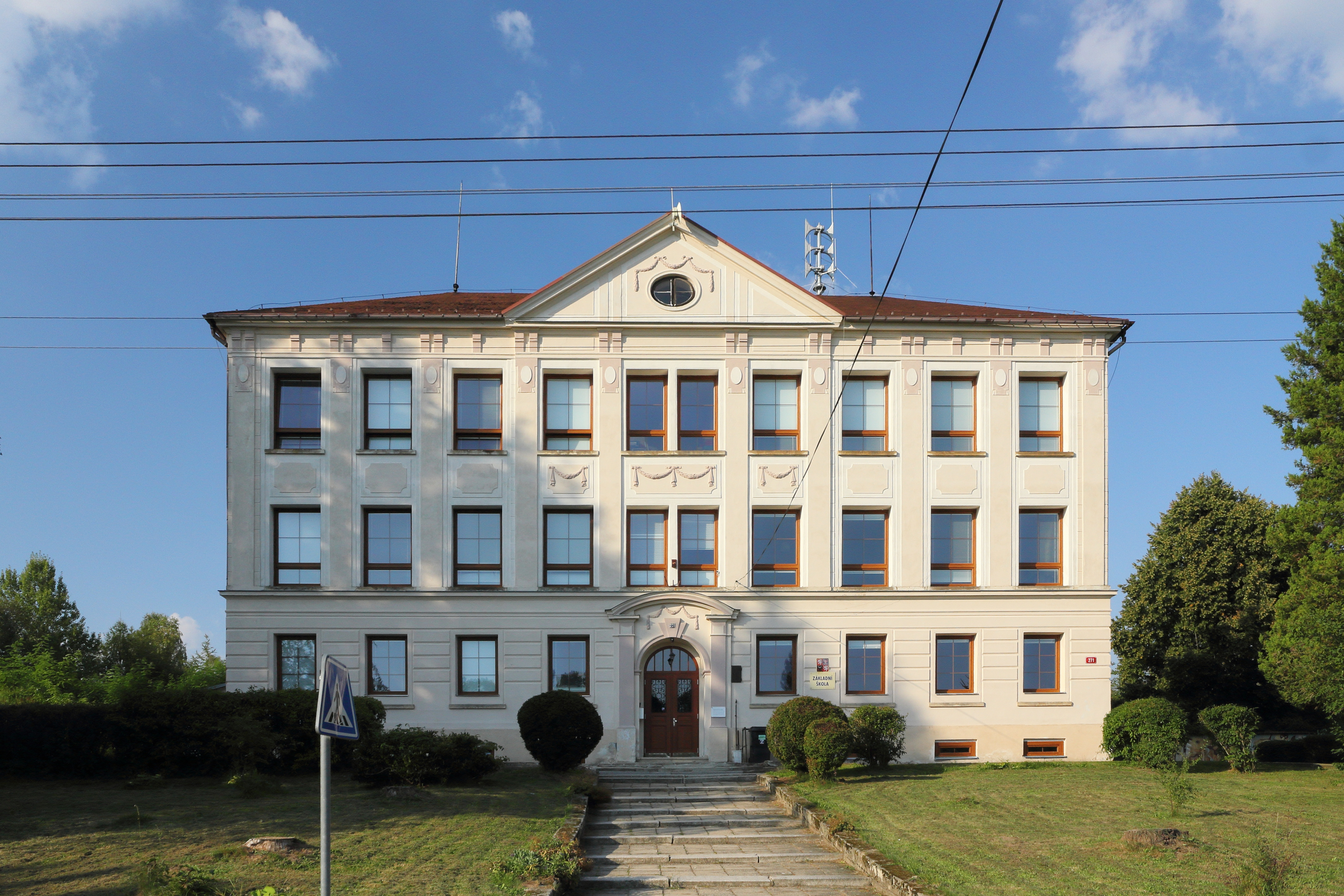
Žibřidice : école.

## Transports
Par la route, Křižany se trouve à 18 km de Liberec et à 107 km de Prague.